# Theater am Kärntnertor

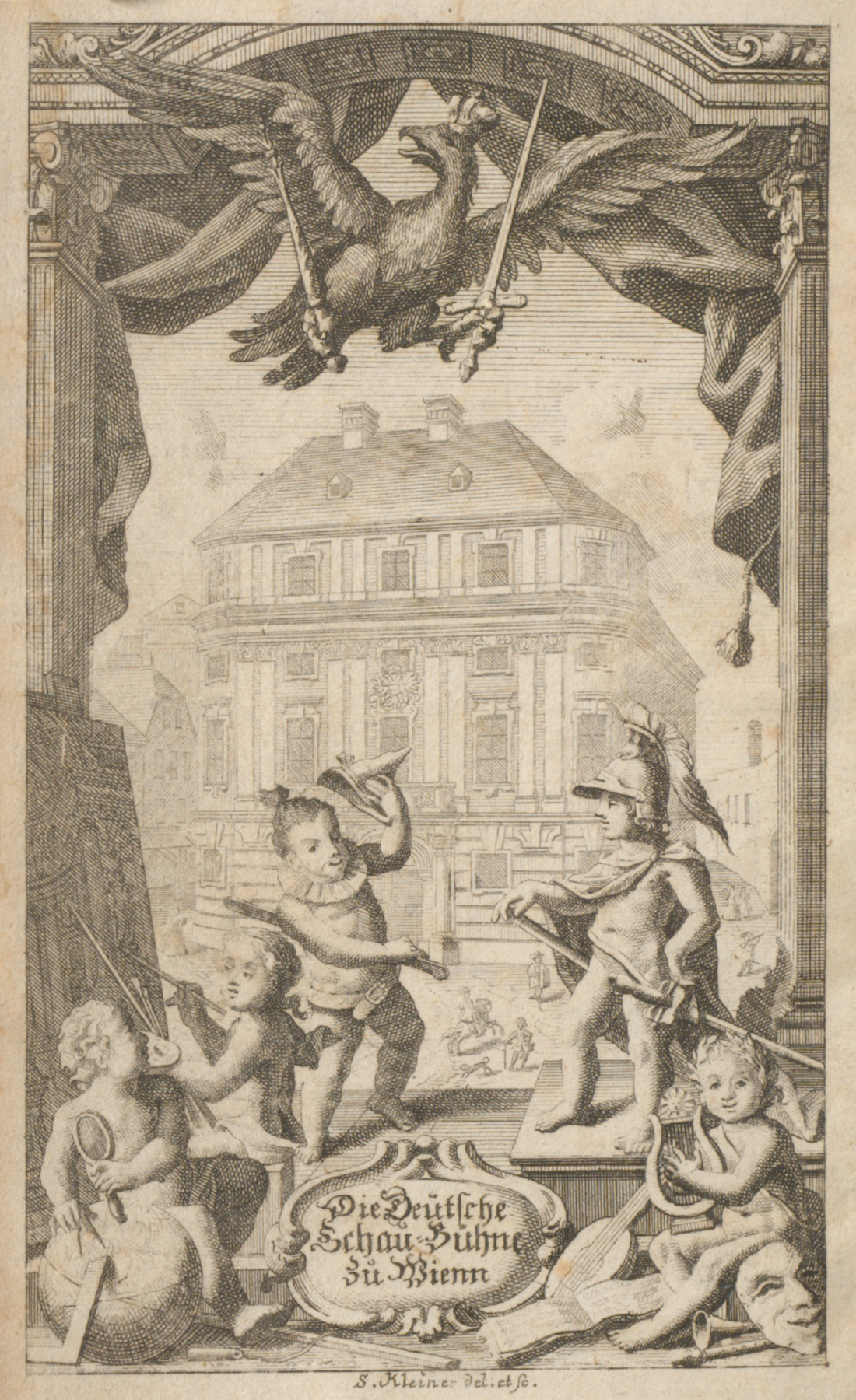
Das Kärntnertor-Theater als Deutsche Schaubühne zu Wienn im 18. Jahrhundert

Das Theater am Kärntnertor, auch Kärntnertortheater oder in der alten Schreibweise Kärnthnerthor-Theater, war ein für Oper, Ballett und Schauspiel bestimmtes Theater in Wien. Es kann gemeinsam mit dem Burgtheater am Michaelerplatz als Vorläuferhaus der Wiener Staatsoper gelten.

## Geschichte

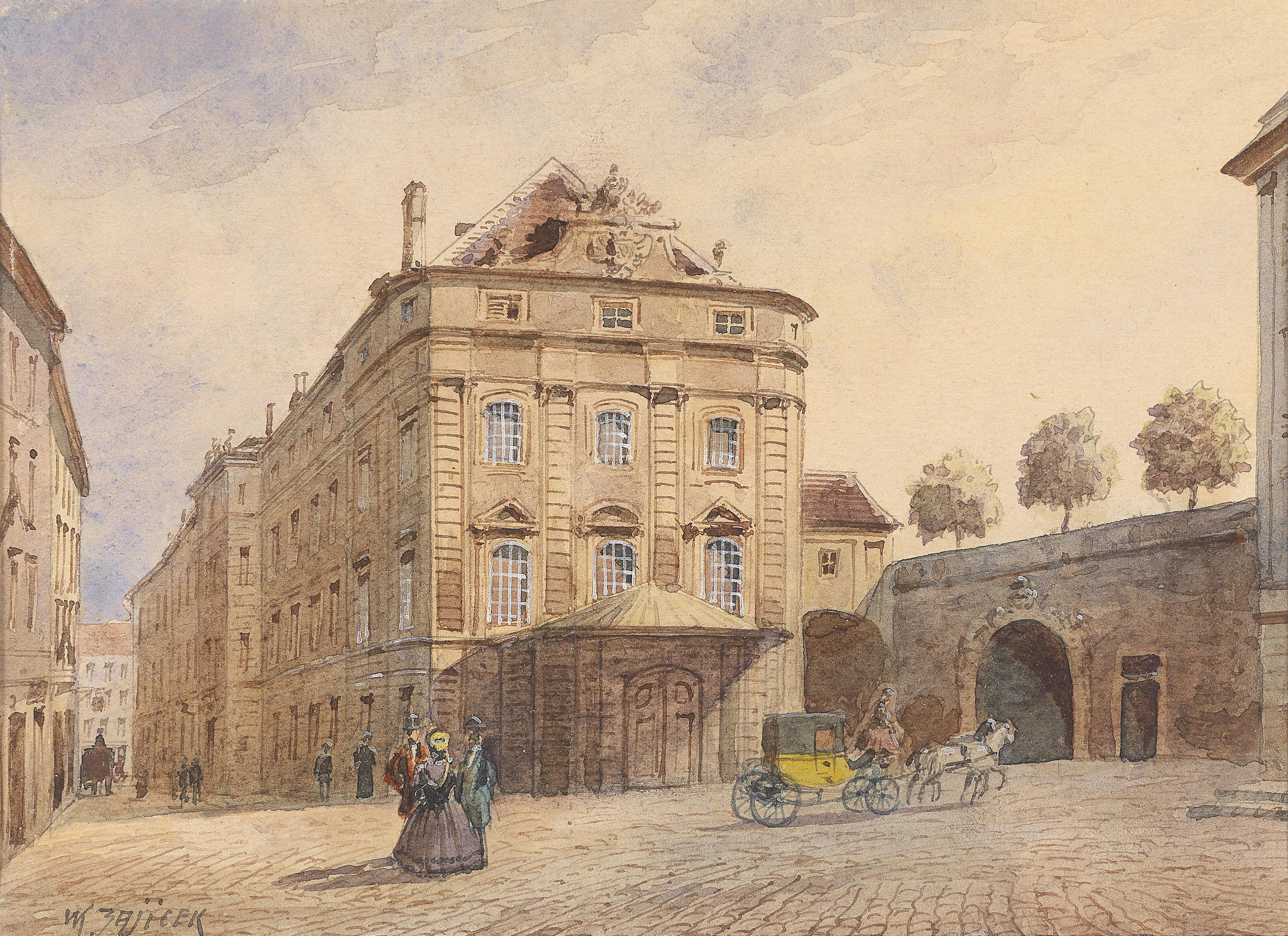
Carl Wenzel Zajicek: Das Kärntnertortheater in Wien, historisierende Darstellung (um 1900). Blick von Westen (Spitalplatz, heute Albertinaplatz), links die Komödiengasse (heute ungefähr Maysedergasse), rechts die Sattlergasse (heute ungefähr Philharmonikerstraße), ganz rechts das Neue Kärntnertor unter dem Ostende der Augustinerbastei (heute Staatsoper)

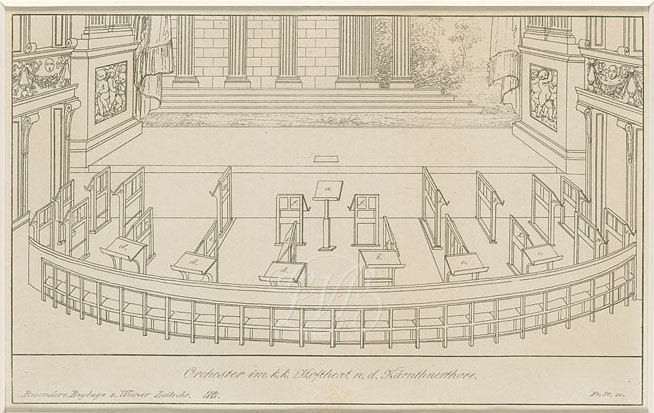
Franz Xaver Stöber: Bühne und Sitzplan des Orchesters im Kärntnertortheater, Beilage zur Wiener Zeitschrift für Kunst, Literatur, Theater und Mode (1821)

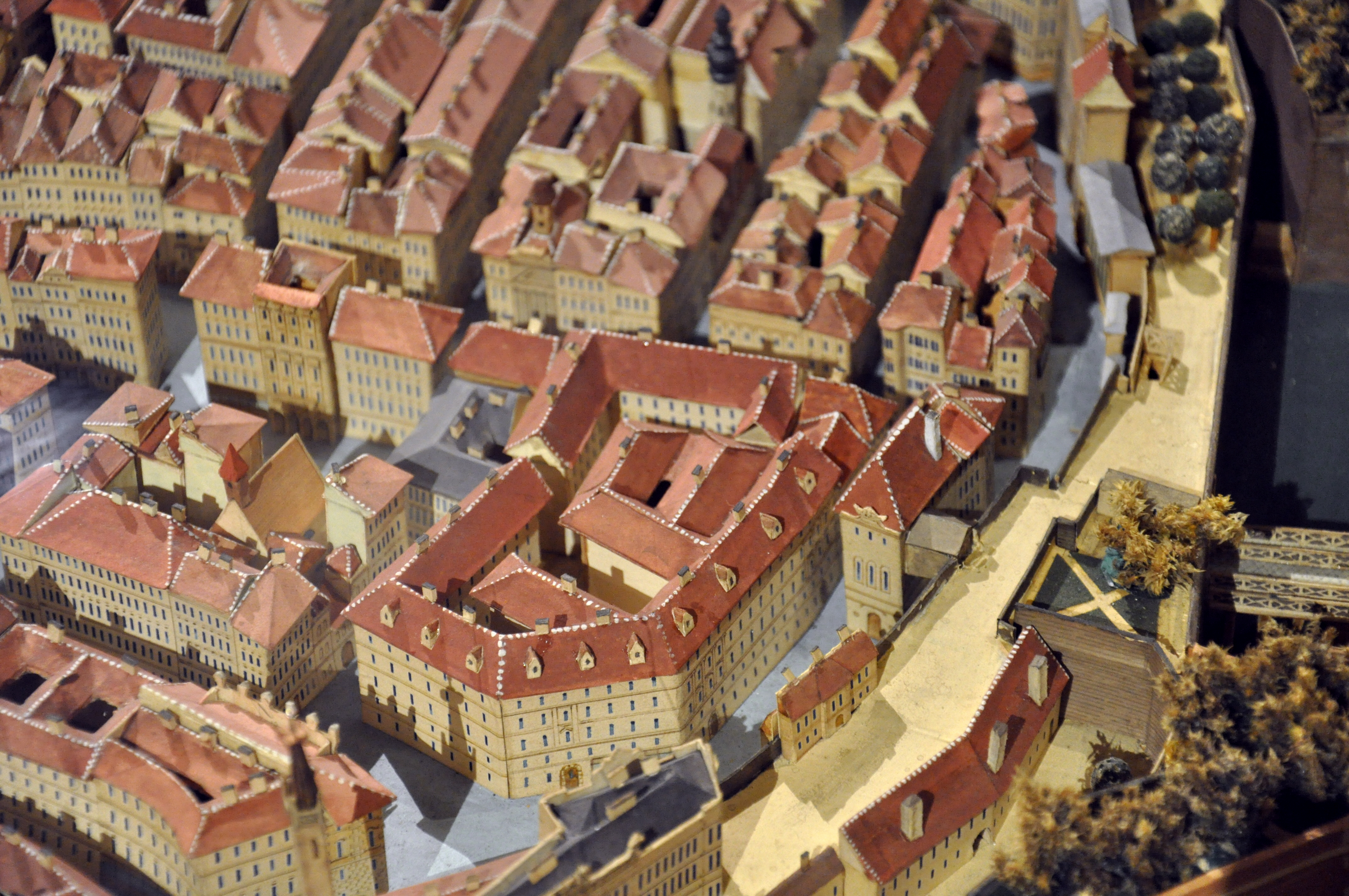
Lage des Kärntnertortheaters im Stadtmodell Wien (rechts von der Bildmitte)

Die Stadt Wien verfügte zu Beginn des 18. Jahrhunderts über kein eigenständiges Theatergebäude, nachdem 1683 das Theater auf der Cortina wegen der Türkenbelagerung Wiens abgetragen worden war. Wandernde Schauspielergruppen traten stattdessen in Ballhäusern oder provisorischen Hütten auf. Um die verstreuten Theateraktivitäten zu bündeln, nicht zuletzt aber auch aus sicherheitstechnischen Überlegungen (etwa des Feuerschutzes) wurde ein Standort für ein sog. „Komödienhaus“ gesucht, wobei der Wiener Magistrat bereits 1704 den Platz in der Nähe des ehemaligen Kärntnertores (ungefähr an der Stelle des heutigen Hotels Sacher) vorschlug. Zwischenzeitlich war sogar ein zweites Hoftheater an der Freyung im Gespräch, wurde jedoch nicht realisiert.
Das Theater am Kärntnertor wurde nach Entwürfen von Antonio Beduzzi erbaut und Ende 1708 fertiggestellt. Die Eröffnung fand jedoch erst ein Jahr später, am 30. November 1709 unter der Leitung des Grafen Francesco Maria Pecori statt. Über den Spielplan der ersten Jahre ist wenig bekannt, zumal der Theaterbetrieb in dieser Zeit durch die große Pest und eine einjährige Trauerzeit nach dem Tod Josephs I. beeinträchtigt wurde.
Von spätestens 1712 an wurde das Haus von Joseph Anton Stranitzky geleitet, zeitweise unter Beteiligung von Johann Baptist Hilverding. Erfolge feierte die Bühne unter seiner Führung mit Haupt- und Staatsaktionen, in denen Stranitzky die Hauptfigur des Hanswurst verkörperte, ehe er dem Publikum seinen Nachfolger Gottfried Prehauser vorstellte, der diese Rolle noch jahrzehntelang spielte. Das Ensemble wurde in der Folgezeit durch weitere Schauspieler wie Friedrich Wilhelm Weiskern, Anna Maria Nuth und Andreas Schröter, vor allem aber Joseph Felix von Kurz „Bernardon“ (ab 1737) verstärkt.
Nach Stranitzkys Tod (1726) war die Direktion auf seine Witwe übergegangen. Zwei Jahre später übernahmen Joseph Karl Selliers und Francesco Borosini die Leitung des Hauses (Borosini war bis 1742 beteiligt). Ihr Versuch, Opern in den Spielplan aufzunehmen, scheiterte zunächst am ausdrücklichen Verbot Karls VI. und fand erst Jahre später unter Maria Theresia Gehör. Sie räumte Selliers überdies die Nutzung des Hofballhauses ein, das zu einem zweiten vollwertigen Theater ausgebaut werden sollte, vorerst jedoch eher als eine Ergänzung des Hauses am Kärntnertor diente. Die Eröffnung des alten Burgtheaters zu erleben, war Selliers nicht mehr vergönnt. Der Baron Rocco Lo Presti wurde 1748 zum Direktor zunächst des Burgtheaters, 3 Jahre später auch des Kärntertortheaters bestimmt. Mit dem Auslaufen seines Vertrages im Februar 1751 war Selliers finanziell ruiniert, seinen Nachfolger ereilte am Ende des Jahres das gleiche Schicksal. Beide Theater wurden unter die Aufsicht einer Hofkommission gestellt, Eigentümer des Kärntnertortheaters war aber wieder die Stadt Wien. Gleichzeitig wurde die Zensur verschärft, am 11. Februar 1752 ordnete die Kaiserin das Ende der „Bernardoniaden“ an.
1761 wurde das Theater durch einen Brand zerstört und vom Hofarchitekten Nikolaus Pacassi neu aufgebaut und zwei Jahre später als „Kaiserliches und Königliches Hoftheater zu Wien“ eingeweiht. Bis Anfang des 19. Jahrhunderts wurden sowohl Opern als auch Schauspiele, anschließend ausschließlich Ballette sowie italienische und deutschsprachige Opern aufgeführt. So wurden auch Mozarts Opern hier gespielt. Ur- und Erstaufführungen fanden aber in der Regel im Alten Burgtheater am Michaelerplatz statt, da dieses Haus gleichfalls allen Sparten als Aufführungsstätte diente. Manchmal wurden dieselben Werke an unmittelbar aufeinanderfolgenden Tagen zunächst in dem einen, dann in dem anderen Theater gezeigt.
Von 1811 bis 1814 war Ignaz Franz Castelli Hoftheaterdichter am Kärntnertortheater. Auch der Beamte und Komponist Ignaz Franz von Mosel, Moritz Graf Dietrichstein sowie Georg Friedrich Treitschke und Joseph Kupelwieser wirkten zeitweilig in der Administration oder als Dramaturgen an der Hofoper. Ab Ende 1821 war das Theater an Domenico Barbaja, den Impresario des Teatro San Carlo von Neapel verpachtet, als dessen Sachwalter in Wien der Tänzer Louis Duport fungierte. Während dieser Zeit feierte Gioachino Rossini mit seinen Opern triumphale Erfolge in Wien. Später pachtete auch Wenzel Graf Gallenberg das Haus. Wegen finanzieller und organisatorischer Turbulenzen wurde es in den 1820er Jahren zweimal über längere Zeiträume hin geschlossen.
Zu den Höhepunkten in der Geschichte gehört das Konzert, das Beethoven dort am 7. Mai 1824 veranstaltete. Es erklangen in ihrer Wiener Erstaufführung Teile der Missa solemnis und die Uraufführung der 9. Sinfonie, an der neben den Solisten auch der Chor der Hoftheater und jener des Musikvereins beteiligt war.

### Die Ära Balochino
Balochino und sein Compagnon Merelli übernahmen das Hoftheater in den 1830er Jahren erstmals als Pächter. Aufgrund der revolutionären Ereignisse in Wien, die ihren Höhepunkt im Rücktritt der Regierung Metternich fanden, blieb das K.K. Hof-Operntheater von 13. bis 17. März 1848 geschlossen. Zwar konnte das Theater am 18. März wieder eröffnet werden, die für 1. April geplante und bereits affichierte Eröffnung der italienischen Stagione musste jedoch unterbleiben, da sich die Stimmung der Bevölkerung nach der Kriegserklärung von Piemonts König Carlo Alberto an Österreich (26. März) gegen Italien wandte. Die Ankündigungen der Italiener wurden von den Wänden herabgerissen, der Pächter Balochino erhielt Drohbriefe und trat zurück. Die Leitung des Theaters übernahm ein Komitee, bestehend aus Mitgliedern des Kärntnertortheaters, darunter einige führende Künstler; der Direktor des Burgtheaters, Franz Ignaz von Holbein, wurde provisorischer Leiter des Komitees, das Kärntnertortheater verlor den Titel „Hofoperntheater“ und wurde ein einfaches, allerdings privilegiertes „Operntheater“, das weiterhin aus der Staatskasse finanzielle Unterstützung fand.

### Die Ära Holbein
Am 29. April 1848 eröffnete eine Aufführung der Zauberflöte die neue Ära, in welcher u. a. Meyerbeers Hugenotten erstmals in der Originalfassung erklangen. Von 6. Oktober bis 12. November 1848 musste das Theater aufgrund der wieder aufflammenden Unruhen erneut geschlossen bleiben. 1849 kam das Theater wieder unter Hofverwaltung, mit 1. April wurde Holbein – vorläufig für ein Jahr, dann bis 1853 – zum Administrator (Direktor) ernannt.
Ab 28. Februar 1850 wurde dem Theater wieder die Bezeichnung „k.k. Hoftheater nächst dem Kärnthnerthore“ gewährt. Die Doppelfunktion als Direktor von Burgtheater und Kärntnertortheater überanstrengte Holbein bald, Ende Dezember 1849 wurde Laube sein Nachfolger als Direktor des Burgtheaters. Herausragendes Ereignis der Ära Holbein war die Wiener Erstaufführung des Propheten, von Meyerbeer selbst dirigiert (1850).
Die Pflege des französischen Repertoires war ein vordringliches Anliegen des Direktors: Vier Opern von Auber erlebten ihre Erstaufführung, zwei von Adam, eine von Halévy. Die deutsche Oper war durch Premieren von Nicolai, Flotow, Hager, Dessauer, Füchs und Ernst Herzog von Sachsen-Coburg-Gotha vertreten. In deutscher Sprache wurde auch Verdis Macbeth erstaufgeführt.
Gegenüber der Ära Balochino fällt der Rückgang von aus einzelnen Akten verschiedener Werke zusammengestoppelten Abenden auf, die einst so beliebten französischen Vaudevilles wurden nicht mehr gegeben. Wichtige Engagements betrafen die Sopranistinnen Mathilde Wildauer, Louise Liebhart, Rosa Csillag und Anne de Lagrange, die führenden Tänzer waren Elise Albert-Bellon, Katharina Lanner oder Gustav Carey, als Choreographen wirkten Giovanni Golinelli und Domenico Ronzani. Fanny Elßler beendete 1851 ihre glanzvolle Karriere. Ab 1851 war auch wieder eine italienische Stagione (unter der Leitung Merellis) möglich, bis 1859 erfreuten Gesangskünstler wie Giuseppina Medori, Anne Charton-Demeur, Adelaide Borghi-Mamo, Gaetano Fraschini, Emanuele Carrion oder Achille De Bassini ebenso wie die Primaballerinen Fanny Cerito und Carlotta Grisi das Publikum.
Das Gros der neuen Opern lieferte Verdi mit acht Erstaufführungen, darunter Rigoletto, Il trovatore und La traviata, die Werke der italienischen Zeitgenossen Mercadante, Pacini, Ricci u. a. fielen dagegen ab. Größte Erfolge feierten die Italiener hingegen mit Werken Mozarts: Don Giovanni, Le nozze di Figaro und Così fan tutte wurden erstmals nach Jahrzehnten wieder in der Originalsprache gegeben.

### Die Ära Cornet
Der 1850 als Bewerber um die Administration des Kärntnertortheaters gegen Holbein unterlegene Julius Cornet wurde 1853 dessen Nachfolger. Die Ära Cornet zeichnete sich mehr durch Wiederaufnahmen älterer Werke von Luigi Cherubini, Gluck, Weber und Mozart als durch Novitäten aus. Wieder feierte Meyerbeer den größten Erfolg (Der Nordstern, 1855), andere Erstaufführungen von Flotow, Thomas, Balfe oder Dorn blieben Tagesereignisse. Wagners dramatische Werke blieben trotz Bemühungen von Seiten Cornets vom Spielplan der Hofoper verbannt. Im Rahmen sogenannter „musikalischen Akademien“ erklangen jedoch erstmals Ausschnitte aus Lohengrin und die Faust-Ouverture.
Die Sopranistinnen Therese Tietjens und Louise Meyer bereicherten das Ensemble ebenso wie Gustav Walter, Johann Nepomuk Beck, Karl Mayerhofer und Karl Schmid. Claudina Cucchi und Louis Frappart waren die neuen Tanzstars, als Gast glänzte Marie Taglioni d.J. in Balletten ihres Vaters Paul Taglioni. Neben diesem waren Pasquale Borri und August Bournonville als Choreographen tätig. Direktor Cornet entließ 1854 Wilhelm Reuling, der bereits seit 1830 als Kapellmeister und Komponist zahlreicher Singspiele und Ballette am Theater gewirkt hatte. Cornets eigener Abgang war schmachvoll: Durch verletzendes Verhalten dem Personal gegenüber auffällig geworden und von einer Sängerin wegen Ehrenbeleidigung geklagt, musste er 1857 seinen Posten räumen.

### 1858–1870
Seinen Nachfolger hatte er selbst noch als Kapellmeister engagiert: Carl Florian Anton Eckert wurde, zunächst provisorisch, dann ab November 1858 definitiv zum Direktor ernannt. Unter Eckerts Leitung bildeten die Erstaufführungen von Wagners Lohengrin (1858) und Tannhäuser (1859) die herausragenden Ereignisse. Andere Novitäten blieben weniger erfolgreich, so Lortzings Wildschütz oder Verdis Sizilianische Vesper; dessen Troubadour, in das deutsche Repertoire übernommen, entwickelte sich jedoch zum Dauerbrenner. Der neue Tenorliebling der Wiener wurde ab 1860 Theodor Wachtel, in Felix Otto Dessoff fand man einen neuen Kapellmeister – er leitete nach Eckerts Ausscheiden auch die von diesem in das Kärntnertortheater übernommenen „philharmonischen Konzerte“, die von 1860 bis zur Schließung des Theaters 1870 hier ihre Heimat fanden –, als Ballettmusikdirektor fungierte ab 1858 Franz Doppler, als Ballettregisseur Carl Telle. Mit Carnevals-Abenteuer in Paris und Die Kaminfeger in London feierte das Ballettensemble Erfolge. Eckert – von einer schweren Krankheit gezeichnet – wurde im September 1860 seines Amtes enthoben, für kurze Zeit führte ein Provisorium mit Kapellmeister Heinrich Esser und Oberregisseur Schober an der Spitze die Geschicke des Instituts.
In diese Ära fiel die Erstaufführung von Wagners Oper Der fliegende Holländer. Der Italiener Matteo Salvi, 1860 Veranstalter einer künstlerisch wertvollen, jedoch finanziell unergiebigen italienischen Stagione im Theater an der Wien, wurde mit 1. Februar 1861 zum Direktor der Hofoper ernannt. Zunächst wurde ihm ein beratendes Komitee zur Seite gestellt. In diesem wirkte auch Eduard Hanslick. Dieses löste sich jedoch bald auf, und Salvi blieb bis September 1867 einer der am längsten dienenden Leiter der Geschichte der Wiener Oper. Unter ihm gab es 1864/65 wieder geschlossene italienische Spielzeiten, 1866/67 immerhin noch italienische Aufführungsserien mit ausgewählten Gesangstars. Désirée Artôt, Enrico Calzolari, Camillo Everardi und Giovanni Zucchini waren die Lieblinge des Publikums. Neben Verdis Un ballo in maschera und La forza del destino wurden Opern von Pedrotti und den Brüdern Ricci erstaufgeführt. In den deutschen Spielzeiten gab es Erstaufführungen von Meyerbeer (Dinorah, Die Afrikanerin), Gounods Faust oder Lortzings Waffenschmied sowie die Uraufführung von Offenbachs Die Rheinnixen. Neu im Ensemble waren Caroline Bettelheim, Ilma von Murska, Marie von Rabatinsky, Louis von Bignio und Hans Freiherr von Rokitansky. Flick und Flock, Gräfin Egmont und Monte-Cristo repräsentierten als „romantisches Ballett“ oder „Zauberballett“ den Zeitgeschmack.
Am 1. Jänner 1863 wurde die Hofopernschule, aus der bald junge Mitglieder des Ensembles hervorgingen, eröffnet. Salvi, der öfters um eine definitive Anstellung ansuchte, wurde im Juni 1864 wirklicher Direktor der Hofoper; die Leitung des neuen Opernhauses – mit dessen Errichtung wurde bereits Ende 1861 begonnen – wurde ihm jedoch nicht übertragen. Franz Dingelstedt übernahm am 1. Oktober 1867 das Amt von Salvi. Wenn auch die Eröffnung der neuen Hofoper (der heutigen Wiener Staatsoper) am 25. Mai 1869 (mit Don Juan) das bedeutendste Ereignis der Ära Dingelstedt (1867–1870) darstellte, so gab es in dieser Zeit auch im Kärntnertortheater künstlerische Höhepunkte: Gounods Romeo und Julia und Thomas’ Mignon wurden erstaufgeführt. Dingelstedt selbst inszenierte Glucks Iphigenie in Aulis in Wagners Bearbeitung. Die Sängerinnen Marie Wilt, Amalie Materna-Friedrich und Bertha Ehnn, die Tenöre Charles R. Adams, Georg Müller und Leonhard Labatt traten in das Ensemble ein, Johann von Herbeck wurde als Kapellmeister engagiert. Am 17. April 1870 wurde Rossinis Wilhelm Tell als letzte Oper aufgeführt. Bald darauf wurde das Theater abgerissen.

## Uraufführungen (Auswahl)
- 1753 (oder schon 1751): Der krumme Teufel, eine komische Oper des jungen Joseph Haydn, heute verschollen
- 1774 (4. April): Thamos, König in Ägypten, ein Schauspiel von Tobias Philipp Freiherr von Gebler, mit Musik von Wolfgang Amadeus Mozart
- 1787 (7. März): Mozarts Klavierkonzert Nr. 25 in C-Dur, KV 503
- 1795 (14. Oktober): Palmira, regina di Persia von Antonio Salieri[13]
- 1796 (14. Juni): Das unterbrochene Opferfest von Peter von Winter[14]
- 1799 (3. Jänner): Falstaff ossia Le tre burle von Antonio Salieri[15]
- 1799 (28. Februar): Camilla von Ferdinando Paër[16]
- 1799 (12. Juli): Il morto vivo von Ferdinando Paer[17]
- 1800 (2. Juni): Cesare in Farmacusa von Antonio Salieri[18]
- 1800 (2. September): Ginevra degli Almieri von Ferdinando Paer[19]
- 1800 (22. Oktober): L’Angiolina von Antonio Salieri[20]
- 1800 (18. Dezember): Poche ma buone von Ferdinando Paer[21]
- 1801 (6. Juni): Achille von Ferdinando Paer[22]
- 1809 (14. März): Die Schweizer Familie von Joseph Weigl[23]
- 1814 (23. Mai): Fidelio (dritte und letzte Fassung) von Ludwig van Beethoven[24][25]
- 1820 (13. April): Daniel in der Löwengrube oder Baals Sturz von Joseph Weigl[26]
- 1820 (14. Juni): Die Zwillingsbrüder von Franz Schubert[27]
- 1821 (7. März): Erlkönig von Franz Schubert, gesungen von Johann Michael Vogl[28]
- 1822 (4. Dezember): Libussa von Conradin Kreutzer[29]
- 1823 (15. Februar): Cordelia von Conradin Kreutzer[30]
- 1823 (25. Oktober): Euryanthe von Carl Maria von Weber[31]
- 1824 (7. Mai): Beethovens 9. Sinfonie[32]
- 1829 (11. August): Frédéric Chopins Wiener Debüt als Pianist[33][34]
- 1837 (9. März): Das Nachtlager in Granada (zweite Fassung mit Rezitativen) von Conradin Kreutzer[35]
- 1842 (19. Mai): Linda di Chamounix von Gaetano Donizetti[36]
- 1843 (5. Juni): Maria di Rohan von Gaetano Donizetti[37]
- 1844 (3. Februar): Die Heimkehr des Verbannten von Otto Nicolai[38]
- 1845 (6. Februar): Dom Sébastien (revidierte Fassung) von Gaetano Donizetti[39]
- 1845 (20. Dezember): Der Tempelritter von Otto Nicolai[40]
- 1847 (25. November): Martha von Friedrich von Flotow[41]
- 1848 (28. August): Der gefährliche Sprung von Heinrich Proch[42]
- 1849 (22. November): Jolanthe von Johann von Hasslinger-Hassingen[43][44]
- 1850 (12. Jänner): Ein Abenteuer Carl des Zweiten von Johann Vesque von Püttlingen[45][44]
- 1851 (30. Jänner): Paquita von Josef Dessauer[46][44]
- 1851 (24. Juni): Emma, ossia: Il protettore invisibile von Giulio Benoni[47][44]
- 1852 (9. Juni): Il marito e l'amante von Federico Ricci[48][44]
- 1852 (18. Dezember): Indra von Friedrich von Flotow[49][44]
- 1853 (25. Mai): Il paniere d'amore von Federico Ricci[50][44]
- 1856 (12. Februar): Albin von Friedrich von Flotow[51][44]
- 1857 (29. Mai): Estella di San Germano von Gaetano Braga[52][44]
- 1858 (8. Jänner): Paragraf 3 von Franz von Suppè[53][44]
- 1858 (10. Juni): Clarissa Harlowe von Natale Perelli[54][44]
- 1860 (5. Mai): Dominga von Josef Dessauer[55][44]
- 1861 (23. Februar): Die Kinder der Haide von Anton Rubinstein[56][44]
- 1864 (4. Februar): Die Rheinnixen von Jacques Offenbach[57][44]
- 1869 (18. Februar): Das Landhaus in Meudon von Moritz Kässmayer[58][44]